# Svojkovice (district de Jihlava)
Pour les articles homonymes, voir Svojkovice.
Svojkovice (en allemand : Swoikowitz) est une commune du district de Jihlava, dans la région de Vysočina, en République tchèque. Sa population s'élevait à 49 habitants en 2024.

## Géographie
Svojkovice se trouve à 14 km à l'est de Telč, à 27 km au sud-sud-est de Jihlava et à 134 km au sud-est de Prague.
La commune est limitée par Markvartice au nord-ouest, par Předín au nord, par Želetava à l'est, et par Rozseč au sud et au sud-ouest.

## Histoire
La première mention écrite du village date de 1257.